# Final del Torneo Finalización 2016 (Colombia)
La final del Torneo Finalización 2016 de Colombia fueron una serie de partidos de fútbol que se disputan el 14 y 18 de diciembre de 2016 con el objetivo de definir al campeón de la octogésima cuarta (84a.) edición de la Categoría Primera A, máxima categoría del fútbol profesional de Colombia. Esta llave representa la última fase del torneo y en ella participarán Deportes Tolima e Independiente Santa Fe, que en las semifinales eliminaron a Atlético Bucaramanga y Atlético Nacional con globales de 2:2 (4:2 pen.) y 5:1, respectivamente.  Por primera vez desde 2011, un equipo antioqueño no jugará una final del torneo. En esta fase, al igual que en las semifinales y los cuartos de final, la regla del gol de visitante no será tenida en cuenta como medida de desempate en caso de empate en goles ni habrán tiempos extras una vez finalizados los 180 minutos reglamentarios de la llave, sino que directamente se procederá a definir la llave por tiros desde el punto penal; de otro lado, en el partido de vuelta será local el equipo con mejor puntaje acumulado del torneo (sumatoria de puntos obtenidos por cada equipo en las anteriores fases previo a la final). El ganador de esta llave y, en consecuencia, del campeonato obtendrá el derecho de disputar la Copa Libertadores 2017 y la Superliga de Colombia 2017.

## Llave
|                              | vs. |                   |
| ---------------------------- | --- | ----------------- |
| Independiente Santa Fe 1 0 1 | vs. | Deportes Tolima 0 |

## Estadios
| Bogotá                            | Ibagué                      |
| --------------------------------- | --------------------------- |
| Estadio Nemesio Camacho El Campín | Estadio Manuel Murillo Toro |
| Capacidad: 36.343                 | Capacidad: 28.179           |
|                                   |                             |

## Estadísticas

### Resultados previos

#### Independiente Santa Fe
| Fecha                                                                                          | Fase               | Estadio                                      | Local                  | Resultado | Visitante              |
| ---------------------------------------------------------------------------------------------- | ------------------ | -------------------------------------------- | ---------------------- | --------- | ---------------------- |
| 3 de julio                                                                                     | Todos contra todos | El Campín, Bogotá                            | Santa Fe               | 1 : 0     | Boyacá Chico           |
| 9 de julio                                                                                     | Todos contra todos | El Campín, Bogotá                            | Millonarios            | 1 : 0     | Santa Fe               |
| 13 de julio                                                                                    | Todos contra todos | El Campín, Bogotá                            | Santa Fe               | 1 : 0     | Atlético Bucaramanga   |
| 17 de julio                                                                                    | Todos contra todos | Metropolitano Roberto Meléndez, Barranquilla | Junior                 | 2 : 1     | Santa Fe               |
| 23 de julio                                                                                    | Todos contra todos | El Campín, Bogotá                            | Santa Fe               | 2 : 0     | Envigado               |
| 31 de julio                                                                                    | Todos contra todos | Estadio Doce de Octubre, Tuluá               | Cortuluá               | 0 : 1     | Santa Fe               |
| 3 de septiembre                                                                                | Todos contra todos | Estadio Metropolitano de Techo, Bogotá       | Santa Fe               | 2 : 2     | La Equidad             |
| 15 de agosto                                                                                   | Todos contra todos | Estadio Guillermo Plazas Alcid, Neiva        | Atlético Huila         | 1 : 0     | Santa Fe               |
| 21 de agosto                                                                                   | Todos contra todos | Metropolitano de Techo, Bogotá               | Santa Fe               | 1 : 1     | Independiente Medellín |
| 27 de agosto                                                                                   | Todos contra todos | Metropolitano de Techo, Bogotá               | Santa Fe               | 1 : 2     | Millonarios            |
| 11 de septiembre                                                                               | Todos contra todos | Estadio La Independencia, Tunja              | Patriotas              | 2 : 0     | Santa Fe               |
| 15 de septiembre                                                                               | Todos contra todos | Metropolitano de Techo, Bogotá               | Santa Fe               | 2 : 2     | Deportivo Cali         |
| 17 de septiembre                                                                               | Todos contra todos | Estadio Departamental Libertad, Pasto        | Deportivo Pasto        | 0 : 1     | Santa Fe               |
| 25 de septiembre                                                                               | Todos contra todos | Daniel Villa Zapata, Barrancabermeja         | Alianza Petrolera      | 0 : 1     | Santa Fe               |
| 8 de octubre                                                                                   | Todos contra todos | Metropolitano de Techo, Bogotá               | Santa Fe               | 1 : 0     | Jaguares de Córdoba    |
| 16 de octubre                                                                                  | Todos contra todos | Estadio Alberto Grisales, Rionegro           | Rionegro Águilas       | 0 : 4     | Santa Fe               |
| 22 de octubre                                                                                  | Todos contra todos | Metropolitano de Techo, Bogotá               | Santa Fe               | 2 : 2     | Deportes Tolima        |
| 30 de septiembre                                                                               | Todos contra todos | Metropolitano de Techo, Bogotá               | Fortaleza              | 2 : 2     | Santa Fe               |
| 6 de noviembre                                                                                 | Todos contra todos | Metropolitano de Techo, Bogotá               | Santa Fe               | 0 : 0     | Atlético Nacional      |
| 28 de mayo                                                                                     | Todos contra todos | Estadio Palogrande, Manizales                | Once Caldas            | 1 : 2     | Santa Fe               |
| Independiente Santa fe avanzó de fase como cuarto (4°) en el todos contra todos con 33 puntos. |                    |                                              |                        |           |                        |
| 26 de noviembre                                                                                | Cuartos de final   | Atanasio Girardot, Medellín                  | Independiente Medellín | 1 : 2     | Santa Fe               |
| 3 de diciembre                                                                                 | Cuartos de final   | El Campín, Bogotá                            | Santa Fe               | 2 : 0     | Independiente Medellín |
| Independiente Santa Fe avanzó a semifinales con un resultado global de 4:1                     |                    |                                              |                        |           |                        |
| 7 de diciembre                                                                                 | Semifinales        | El Campín, Bogotá                            | Santa Fe               | 1 : 1     | Atlético Nacional      |
| 11 de diciembre                                                                                | Semifinales        | Atanasio Girardot, Medellín                  | Atlético Nacional      | 0 : 4     | Santa Fe               |
| Independiente Santa Fe avanzó a la final con un resultado global de 5:1.                       |                    |                                              |                        |           |                        |

|  |                                    |
|  | Triunfo de Independiente Santa Fe. |
|  | Empate.                            |
|  | Derrota de Independiente Santa Fe. |

### Estadísticas previas
A continuación se encuentran tabuladas las estadísticas de Santa Fe y Deportes Tolima en las fases previas a la final: todos contra todos, cuartos de final y semifinales. De la siguiente forma:
| Equipos         | PJ | PG | PE | PP | GF | GC | Dif. | Pts. | Rend.  |
| --------------- | -- | -- | -- | -- | -- | -- | ---- | ---- | ------ |
| Santa Fe        | 24 | 12 | 7  | 5  | 31 | 17 | 14   | 43   | 59,7 % |
| Deportes Tolima | 24 | 10 | 9  | 5  | 29 | 20 | 9    | 39   | 54,1 % |

## Desarrollo

### Partido de ida
| 12         | POR        | Joel Silva       |     |
| 2          | DEF        | Fainer Torijano  |     |
| 16         | DEF        | Sergio Mosquera  |     |
| 8          | DEF        | Gabriel Gómez    |     |
| 20         | DEF        | Danovis Banguero |     |
| 17         | MED        | Luis Paz         |     |
| 19         | MED        | Armando Vargas   | 74' |
| 10         | MED        | Cleider Alzáte   | 84' |
| 13         | MED        | Didier Delgado   |     |
| 18         | DEL        | Marco Pérez      | 68' |
| 9          | DEL        | Ángelo Rodríguez |     |
| Entrenador | Entrenador | Alberto Gamero   |     |

| 22         | POR        | Leandro Castellanos |     |
| 6          | DEF        | William Tesillo     |     |
| 3          | DEF        | José Moya           |     |
| 15         | DEF        | Héctor Urrego       |     |
| 7          | MED        | Leyvin Balanta      |     |
| 11         | MED        | Jonathan Gómez      | 85' |
| 30         | MED        | Yeison Gordillo     |     |
| 17         | MED        | Juan Daniel Roa     |     |
| 13         | MED        | Sebastián Salazar   |     |
| 24         | DEL        | Humberto Osorio     |     |
| 16         | DEL        | Anderson Plata      | 73' |
| Entrenador | Entrenador | Gustavo Costas      |     |

| 27 | DEL | Jader Obrian    | 68' |
| 11 | MED | Deiner Quiñónez | 69' |
| 21 | DEL | Víctor Aquino   | 75' |

| 28 | DEL | Jonathan Agudelo  | 73' |
| 14 | MED | Baldomero Perlaza | 85' |

| Amonestado | 61' | Didier Delgado |
| Amonestado | 65' | Armando Vargas |
| Amonestado | 87' | Gabriel Gómez  |

| Amonestado | 62'   | Sebastián Salazar |
| Amonestado | 70'   | Yeison Gordillo   |
| Amonestado | 79'   | Leyvin Balanta    |
| Amonestado | 90+1' | Juan Daniel Roa   |

| Árbitro             | Nicolas Gallo       |
| Árbitros asistentes | Cristian de la Cruz |
| Árbitros asistentes | John Leon           |
| Cuarto árbitro      | Mario Herrera       |

| 12         | POR        | Joel Silva       |     |
| 2          | DEF        | Fainer Torijano  |     |
| 16         | DEF        | Sergio Mosquera  |     |
| 8          | DEF        | Gabriel Gómez    |     |
| 20         | DEF        | Danovis Banguero |     |
| 17         | MED        | Luis Paz         |     |
| 19         | MED        | Armando Vargas   | 74' |
| 10         | MED        | Cleider Alzáte   | 84' |
| 13         | MED        | Didier Delgado   |     |
| 18         | DEL        | Marco Pérez      | 68' |
| 9          | DEL        | Ángelo Rodríguez |     |
| Entrenador | Entrenador | Alberto Gamero   |     |

| 22         | POR        | Leandro Castellanos |     |
| 6          | DEF        | William Tesillo     |     |
| 3          | DEF        | José Moya           |     |
| 15         | DEF        | Héctor Urrego       |     |
| 7          | MED        | Leyvin Balanta      |     |
| 11         | MED        | Jonathan Gómez      | 85' |
| 30         | MED        | Yeison Gordillo     |     |
| 17         | MED        | Juan Daniel Roa     |     |
| 13         | MED        | Sebastián Salazar   |     |
| 24         | DEL        | Humberto Osorio     |     |
| 16         | DEL        | Anderson Plata      | 73' |
| Entrenador | Entrenador | Gustavo Costas      |     |

| 27 | DEL | Jader Obrian    | 68' |
| 11 | MED | Deiner Quiñónez | 69' |
| 21 | DEL | Víctor Aquino   | 75' |

| 28 | DEL | Jonathan Agudelo  | 73' |
| 14 | MED | Baldomero Perlaza | 85' |

| Amonestado | 61' | Didier Delgado |
| Amonestado | 65' | Armando Vargas |
| Amonestado | 87' | Gabriel Gómez  |

| Amonestado | 62'   | Sebastián Salazar |
| Amonestado | 70'   | Yeison Gordillo   |
| Amonestado | 79'   | Leyvin Balanta    |
| Amonestado | 90+1' | Juan Daniel Roa   |

| Árbitro             | Nicolas Gallo       |
| Árbitros asistentes | Cristian de la Cruz |
| Árbitros asistentes | John Leon           |
| Cuarto árbitro      | Mario Herrera       |

|  |

### Partido de vuelta
| 22         | POR        | Leandro Castellanos |     |  |
| 3          | DEF        | José Moya           |     |  |
| 6          | DEF        | William Tesillo     |     |  |
| 15         | DEF        | Héctor Urrego       |     |  |
| 17         | MED        | Juan Daniel Roa     |     |  |
| 13         | MED        | Sebastián Salazar   |     |  |
| 30         | MED        | Yeison Gordillo     |     |  |
| 7          | MED        | Leyvin Balanta      |     |  |
| 11         | MED        | Jonathan Gómez      | 89' |  |
| 24         | DEL        | Humberto Osorio     | 77' |  |
| 16         | DEL        | Anderson Plata      | 92' |  |
| Entrenador | Entrenador | Gustavo Costas      |     |  |

| 12         | POR        | Joel Silva       |     |
| 7          | DEF        | Víctor Giraldo   |     |
| 2          | DEF        | Fainer Torijano  |     |
| 16         | DEF        | Sergio Mosquera  |     |
| 20         | DEF        | Danovis Banguero |     |
| 8          | DEF        | Gabriel Gómez    | 82' |
| 17         | MED        | Luis Paz         |     |
| 13         | MED        | Didier Delgado   | 67' |
| 11         | MED        | Deiner Quiñónez  |     |
| 10         | MED        | Cleider Alzáte   | 45' |
| 9          | DEL        | Ángelo Rodríguez |     |
| Entrenador | Entrenador | Alberto Gamero   |     |

| 26 | DEF | Javier López       | 92' |
| 10 | MED | Omar Pérez         | 77' |
| 31 | DEL | John Fredy Salazar | 89' |

| 21 | DEL | Víctor Aquino | 45' |
| 27 | DEL | Jader Obrian  | 67' |
| 18 | DEL | Marco Pérez   | 82' |

| Anotado | 11' | Héctor Urrego | 1-0 |

| Amonestado | 19' | Sebastián Salazar |
| Amonestado | 35' | Jonathan Gómez    |

| Amonestado | 27' | Cleider Alzáte |
| Amonestado | 77' | Luis Paz       |
| Amonestado | 80' | Gabriel Gómez  |
| Amonestado | 86' | Víctor Giraldo |

| Expulsado | 89' | Sergio Mosquera |

| Árbitro             | Wilmar Roldán    |
| Árbitros asistentes | Alexander Guzmán |
| Árbitros asistentes | Wílmar Navarro   |
| Cuarto árbitro      | Alfonso Sánchez  |

| 22         | POR        | Leandro Castellanos |     |  |
| 3          | DEF        | José Moya           |     |  |
| 6          | DEF        | William Tesillo     |     |  |
| 15         | DEF        | Héctor Urrego       |     |  |
| 17         | MED        | Juan Daniel Roa     |     |  |
| 13         | MED        | Sebastián Salazar   |     |  |
| 30         | MED        | Yeison Gordillo     |     |  |
| 7          | MED        | Leyvin Balanta      |     |  |
| 11         | MED        | Jonathan Gómez      | 89' |  |
| 24         | DEL        | Humberto Osorio     | 77' |  |
| 16         | DEL        | Anderson Plata      | 92' |  |
| Entrenador | Entrenador | Gustavo Costas      |     |  |

| 12         | POR        | Joel Silva       |     |
| 7          | DEF        | Víctor Giraldo   |     |
| 2          | DEF        | Fainer Torijano  |     |
| 16         | DEF        | Sergio Mosquera  |     |
| 20         | DEF        | Danovis Banguero |     |
| 8          | DEF        | Gabriel Gómez    | 82' |
| 17         | MED        | Luis Paz         |     |
| 13         | MED        | Didier Delgado   | 67' |
| 11         | MED        | Deiner Quiñónez  |     |
| 10         | MED        | Cleider Alzáte   | 45' |
| 9          | DEL        | Ángelo Rodríguez |     |
| Entrenador | Entrenador | Alberto Gamero   |     |

| 26 | DEF | Javier López       | 92' |
| 10 | MED | Omar Pérez         | 77' |
| 31 | DEL | John Fredy Salazar | 89' |

| 21 | DEL | Víctor Aquino | 45' |
| 27 | DEL | Jader Obrian  | 67' |
| 18 | DEL | Marco Pérez   | 82' |

| Anotado | 11' | Héctor Urrego | 1-0 |

| Amonestado | 19' | Sebastián Salazar |
| Amonestado | 35' | Jonathan Gómez    |

| Amonestado | 27' | Cleider Alzáte |
| Amonestado | 77' | Luis Paz       |
| Amonestado | 80' | Gabriel Gómez  |
| Amonestado | 86' | Víctor Giraldo |

| Expulsado | 89' | Sergio Mosquera |

| Árbitro             | Wilmar Roldán    |
| Árbitros asistentes | Alexander Guzmán |
| Árbitros asistentes | Wílmar Navarro   |
| Cuarto árbitro      | Alfonso Sánchez  |

|  |

## Campeón
| Bandera de Colombia            |
| Campeón Santa Fe Noveno Titulo |